# Тропански алкалоиди
Основни скелет тропанских алкалоида је прстен тропана (кондензовани пиперидински и пиролидински прстен).
Тропански алкалоиди су деривати нортропана, а деле се на три групе (са супституентима у следећим положајима):
- група тропина;
- група скопина;
- група екгонина.

У прву групу спадају деривати тропина (хиосцијамин и његов рацемат атропин).
Најважнији алкалоид друге групе је скополамин, а треће кокаин.
Атропин делује на централни нервни систем и шири зенице, а аналогно делује и хиосцијамин и скополамин. Кокаин парализује периферни нервни систем, а стимулише централни нервни систем (изазива немир, раздражљивост, али и повећање радне способности). Злоупотреба кокаина доводи до токсикоманије са веома опасним последицама.
Хиосцијамин и скополамин се добијају из биљака фамилије Solanaceae (помоћнице)велебиља и бунике). Атропин се у новије време добија синтезом. Крајеви са тропском климом (Јужна Америка, Западна Индија) богати су у биљкама рода Erythroxylon чије се лишће користи као сировина у фармацеутској индустрији за добијање кокаина.